# Ricardo Jiménez Jaramillo
Ricardo Jiménez Jarmillo (Santa Rosa de Osos, 25 de mayo de 1874-Medellín, 23 de mayo de 1945) fue un abogado y político colombiano que se como Gobernador de Antioquia entre 1923 y 1926 y Alcalde de Medellín en 1899. 

## Biografía
Nació en mayo de 1874 en Santa Rosa de Osos, al centro de Antioquia, hijo de Fabián Jiménez Jaramillo y de Teresa Jaramillo Jaramillo. Realizó sus estudios primarios en su población natal, para después trasladarse a Medellín junto con su familia, donde concluyó sus estudios secundarios y estudió Ciencias Políticas y Derecho en la Universidad de Antioquia, de la cual también obtuvo un doctorado en esta última misma disciplina.
Comenzó su carrera en el sector público como Fiscal de Santo Domingo, Juez en Marinilla y Juez en Medellín, para convertirse en Alcalde de esta ciudad en agosto de 1899, extendiendo su efímero mandato hasta septiembre del mismo año. Continuó su carrera política como diputado a la Asamblea de Antioquia, miembro de la Cámara de Representantes por Antioquia y Senador de la República. En enero de 1923 el presidente Pedro Nel Ospina lo nombró Gobernador de Antioquia, extendiendo su mandato hasta noviembre de 1926.
Durante su administración se construyeron las cárceles de Turbo, Sonsón y Rionegro, se inició la construcción del edificio de la Facultad de Medicina de la Universidad de Antioquia y del túnel de La Quiebra, se impulsó la construcción del Ferrocarril de Amagá, con el fin de unir las líneas férreas de Antioquia y de Caldas, así como se celebraron los 250 años de la fundación de Medellín y se abrió el instituto de Ciegos y Sordomudos. Así mismo, reorganizó y aumentó la policía, consolidó la enseñanza religiosa, construyó la línea del tranvía de Medellín hacia El Poblado, abrió en 1924 el instituto de Mecánica Marceliano Vélez, inauguró la Escuela de Comercio, anexa a la Universidad de Antioquia y llegó a la Prefectura de Urabá las Misioneras Carmelitas Descalzas (1925). Durante su gestión también se comenzó la construcción de la Carretera al Mar y en materia de salud pública combatió la anemia tropical y el consumo de bebidas alcohólicas; en materia económica mejoraron notablemente las finanzas del departamento y en materia territorial creó el municipio de Cisneros tras segregarlo de Santo Domingo. Al final de su mandato fue reemplazado de manera interina por José Dolores Bernal.
Así mismo, se desempeñó como Presidente del Senado en dos ocasiones y de la Cámara de Representantes en una ocasión. También fue Gerente del Banco Agrícola. Casado en Medellín en 1903 con Matilde Duque, oriunda de Marinilla.